# Hôtel de ville de Kaunas

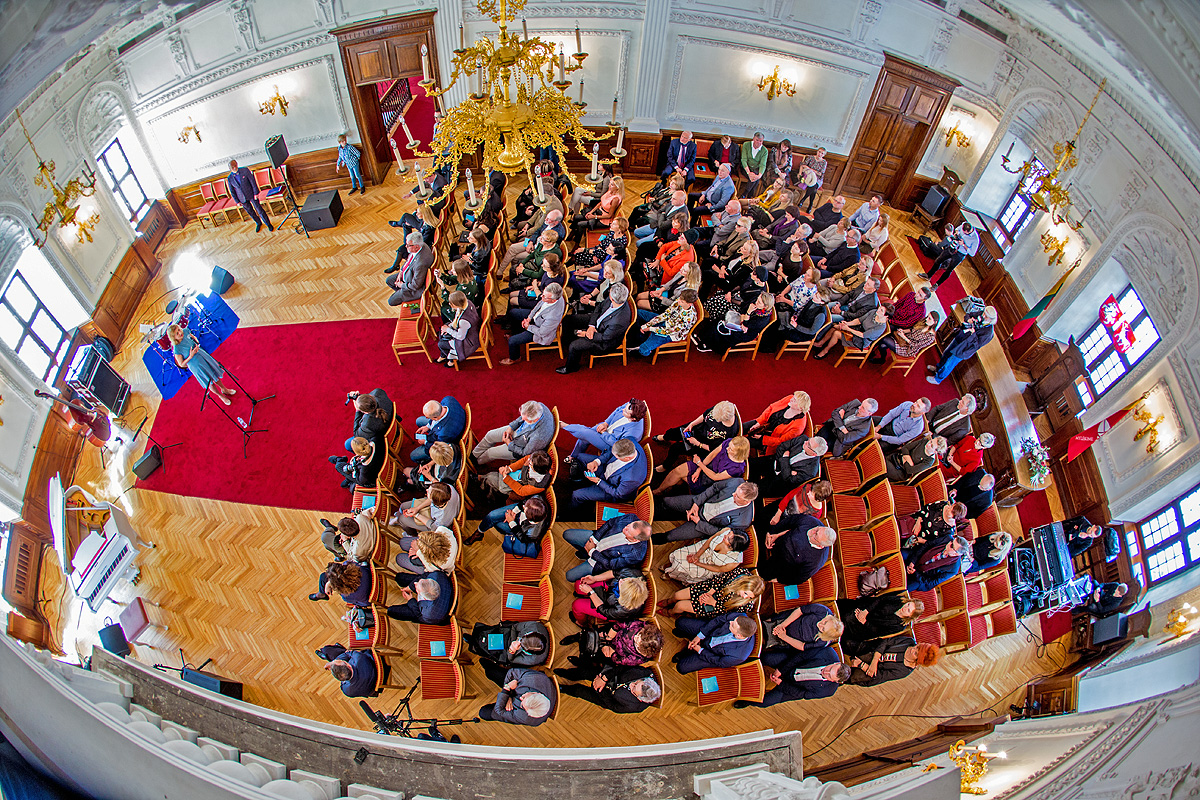

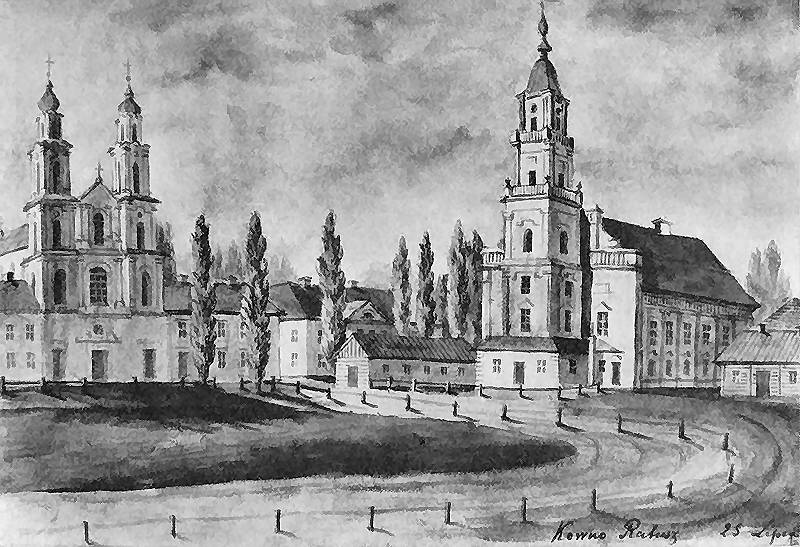
Mairie au XIXe siècle, Napoléon Orda)

La mairie de Kaunas (en lituanien Kauno rotušė) est situé dans l'ancienne capitale lituanienne Kaunas et est l'un des trois hôtels de ville historiquement conservés en Lituanie (les autres sont l'hôtel de ville de Vilnius et l'hôtel de ville de Kėdainiai. La mairie est située sur la place historique de la mairie de la vieille ville de Kaunas. La tour de la mairie mesure 53 mètres de haut. L'hôtel de ville est familièrement connu sous le nom de « cygne blanc » en raison de sa grande forme blanche et est maintenant utilisé exclusivement comme bureau d'enregistrement (« palais des mariages »).

## Histoire
En 1542, la construction du nouvel hôtel de ville de style gothique commença après que le bâtiment précédent eut été complètement détruit par un incendie.  Le bâtiment pouvait être achevé en 1562. À l'origine, il n'avait qu'un étage, sans tour, mais avec des caves voûtées qui abritaient également la prison.  Toujours au XVIe siècle, le deuxième étage et la tour de style Renaissance ont été ajoutés.
La mairie a également été touchée par les incendies de la ville en 1670 et 1732. Il a été reconstruit à nouveau entre 1771 et 1780. La tour a été surélevée d'un étage. L'architecte J. Matekeris a redessiné la façade et l'intérieur dans le style baroque et classicisme.
En 1795, Kaunas tomba aux mains de la Russie lors du troisième partage de la Pologne. La mairie n'était plus nécessaire. Au XIXe siècle, le bâtiment a été utilisé à diverses fins, telles que les locaux de l'église orthodoxe russe, un magasin de munitions et le théâtre russe. Dans les années 1869 à 1944, l'administration de la ville était à nouveau située dans le bâtiment.
Une autre restauration de l'ancien bâtiment a eu lieu au début des années 1970. L'ancien hôtel de ville sert de bureau d'état civil depuis 1973. La dernière rénovation de la mairie date de 2005. La façade et l'horloge de la tour ont été rénovées et les fenêtres et les portes ont été remplacées. Au sous-sol se trouve une exposition historique du musée de la ville.

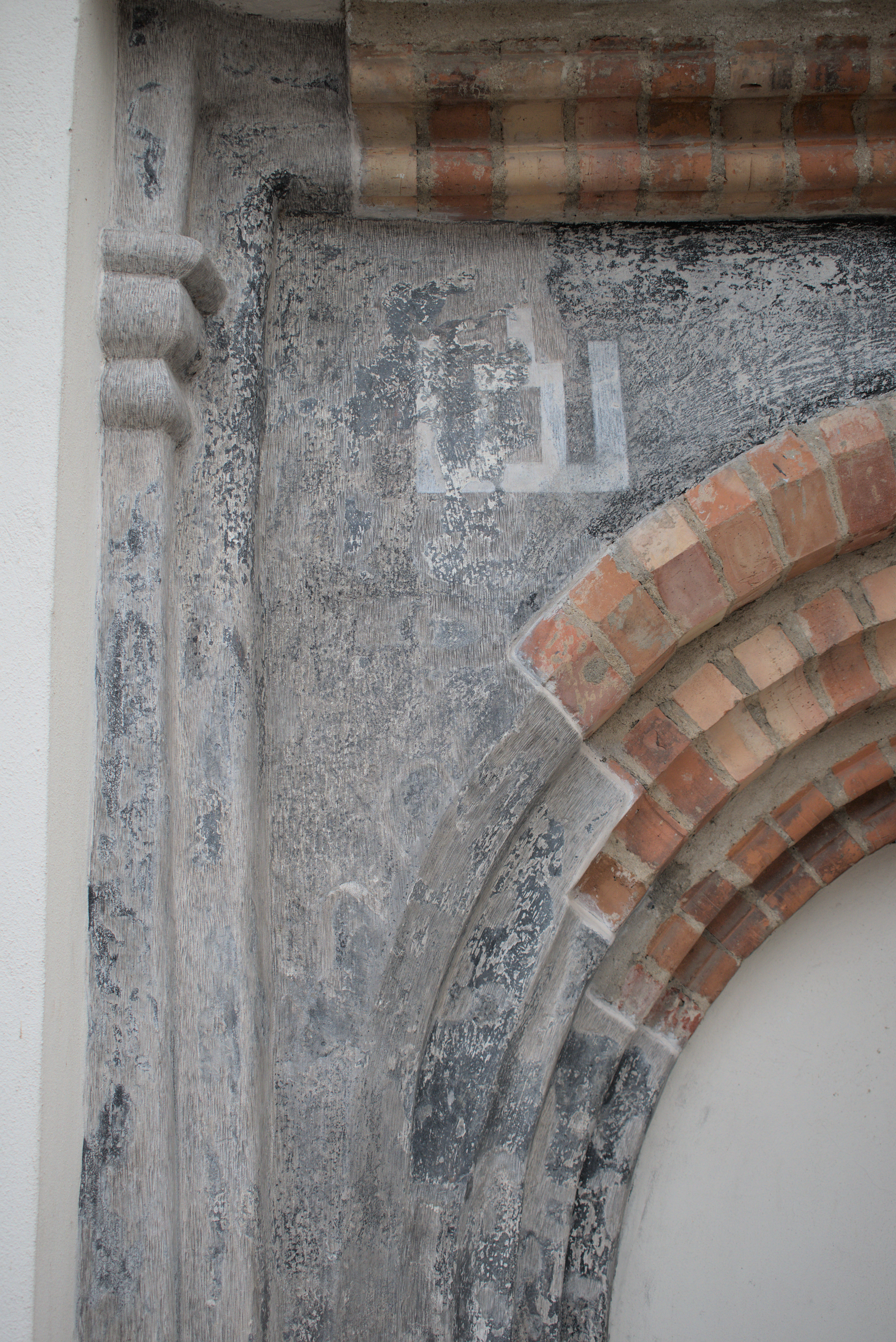
Les armoiries de la dynastie lituanienne des Gediminids (Gediminaičiai), Les colonnes de Gediminas, peintes sur l'hôtel de ville de Kaunas, XVIIe siècle.

## Littérature
- Antanas pilypaïtis. Kauno rotušė. - V. : Valstybinė politinės ir mokslinės literatūros Leidykla, 1961.
- Vytautas Levandauskas, Regina Levandauskienė, Žibartas Simanavičius. Kauno rotušės aikštė. - V. : Mintis, 1981.

## Liens web
- galerie de photos

- Musée dans la mairie